# كلاوس شوتس

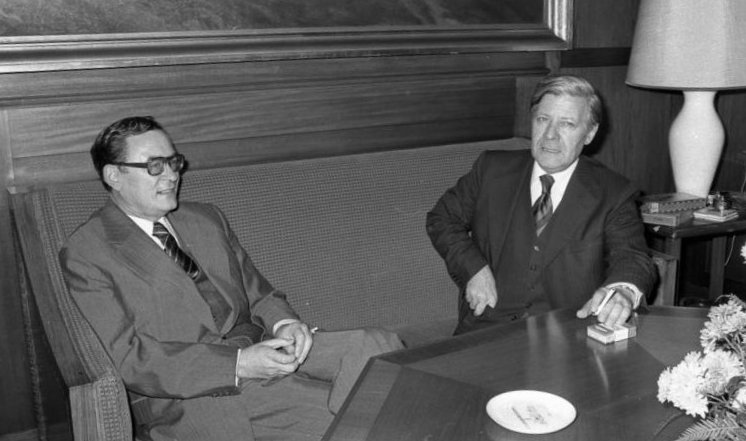
شوتس في الصورة على اليسار مع المستشار الاتحادي السابق هلموت شميت سنة 1976

كلاوس شوتس (بالألمانية: Klaus Schütz)‏ (17 سبتمبر 1926 في هايدلبرغ - 29 نوفمبر 2012 في برلين). كان سياسي ألماني ينتمي إلى الحزب الديمقراطي الاجتماعي الألماني. اشتغل كعمدة مدينة برلين بين أعوام 19 أكتوبر 1967 إلى غاية 2 مايو 1977.

## حياته
كان كلاوس شوتس من عام 1962 حتى 1966 سيناتورا مكلفا بالشوؤن الاتحادية في مجلس ولاية برلين، كما اشتغل بين عامي 1966 و 1967 موظفاً في وزارة الخارجية الألمانية وفي نفس الوقت أيضا رئيس مجلس الولايات الإتحادية الألمانية "البوندسرات"، كان مديراً عاماً لإذاعة صوت ألمانيا بين أعوام 1981 حتى 1987 خلفاً لكونراد أليرس، ثم مدير معهد الدولة للإذاعة في نوردراين فيستفالن. كان كلاوس شوتس سفيراً لجمهورية ألمانيا الاتحادية في إسرائيل لمدة أربع سنوات .

## روابط خارجية
- كلاوس شوتس على موقع IMDb (الإنجليزية)
- كلاوس شوتس على موقع مونزينجر (الألمانية)
- كلاوس شوتس على موقع ديسكوغز (الإنجليزية)
- كلاوس شوتس على موقع كينوبويسك (الروسية)